# Сражение при Ледисмите (1899)
Сражение при Ледисмите (англ. Battle of Ladysmith) — одно из первых сражений Второй англо-бурской войны. Крупные британские силы, сосредоточившиеся в гарнизонном городе Ледисмит, 30 октября 1899 г. предприняли вылазку против бурских армий, которые медленно окружали город, но были отброшены обратно в город. Буры не воспользовались своим преимуществом и начали осаду Ледисмита.

## Предыстория
После битвы при Эландслаагте англичане не смогли развить свой успех и вынуждены были отойти к Ледисмиту. Вместо того, чтобы отступить на юг, за реку Тугела, генерал-лейтенант Джордж Уайт стал собирать припасы и подкрепления в этом городе, намереваясь дать сражение наступающим бурам. И это несмотря на недостатки местности: Ледисмит находился на низменности, окруженной холмами, возвышающимися на 150 метров над городом, что давало бурам преимущество в высоте.
29 октября буры подошли к Ледисмиту и стали устанавливать одно из своих тяжелых осадных орудий Крезо на Пепуорт-Хилл, в 6,4 км.  к северо-востоку от города. 
Основываясь на неполных разведывательных данных и наблюдениях Уайт составил план атаки на следующее утро. Основная лобовая атака была направлена на захват Пепуорт-Хилл колонной (четыре батальона) полковника Яна Гамильтона. Колонна полковника Джеффри Гримвуда (пять батальонов) должна была атаковать предполагаемый левый фланг буров и захватить Лонг-Хилл, в 2,4 км к востоку от Пепуорт-Хилл. Основная часть конных войск под командованием полковника Джона Френча находилась в резерве, или справа от Гримвуда. Шесть батарей 15-фунтовых орудий должны были поддерживать атаки. Уайт также послал отряд подполковника Фрэнка Карлтона из полутора батальона пехоты с горной батареей, оснащенной 2,5-дюймовыми горными орудиями, чтобы захватить перевал, известный как Николсон-Нек, который лежит в 4,8 км. к северо-западу от Пепуорт-Хилл. Уайт рассчитывал, что, захватив перевал, этот отряд помешает силам буров из Оранжевого Свободного государства усилить трансваальских буров на Пепуорт-Хилл, а также предотвратит отступление побежденных буров прямо на север.

## Сражение
Бригада Гримвуда ночью развернулась вокруг Ломбардс-Копа и фермы Фаркуара и повернула на север, в сторону Лонг-Хилла. На рассвете Гримвуд обнаружил, что половина его бригады отстала, а конные войска Френча не достигли назначенной позиции. Прежде чем это удалось исправить, британские войска со своего правого фланга попали под сильный ружейный огонь буров, которыми командовал Луис Бота. В это же время первый снаряд бурского «Длинного Тома» на Пепуорт-Хилл упал в городке, вызвав ужас. Британские полевые орудия открыли огонь по Пепуорт-Хилл и Лонг-Хилл и временно заставили замолчать бурское осадное орудие, но лобовая атака полковника Яна Гамильтона на Пепуорт-Хилл была отменена, поскольку стало ясно, что у Гримвуда проблемы, и атака Гамильтона не будет поддержана. Сама британская артиллерия попала под точный и эффективный огонь полевых орудий буров, которые сражались как отдельные артиллерийские отряды и быстро перемещались между огневыми точками.
Спустя четыре часа Уайт, не имея шансов на успешную атаку и не получая сообщений от Карлтона, хотя стрельба была слышна с позиции, которую он должен был занимать, приказал своим войскам «отступить, как только представится возможность». Когда британцы начали отступать на открытую равнину между Ломбардс-Копом и Ледисмитом, то попали под шквальный огонь стрелков Боты и бурского орудия на Пепуорт-Хилл. Некоторые подразделения колонны Гримвуда запаниковали, и отступление превратилось в бегство.
Ситуацию спасли две батареи полевых орудий, прикрывшие отход, а также отряд морских орудий (четыре 12-фунтовые и два 4,7-дюймовых орудия) прибывшие поездом в Ледисмит и почти сразу же вступившие в бой. Их первые несколько выстрелов сразу же подавили «Длинный Том» буров на Пепуорт-Хилл.
Отряда Карлтона, не дошедший до Николсон-Нека, занял южную часть холма, известного как Чренгула, к югу от Нека, где и закрепился. Буры Христиана Де Вета заняли северную, более высокую, часть этого холма и стали оттуда обстреливать англичан. Британская пехота сопротивлялась несколько часов, но количество раненых и убитых росло, а боеприпасы кончались. Наконец, когда стало видно, что основные британские силы отступают в Ледисмит, Карлтон отдал приказ сдаться. Восемьсот солдат попали в плен.
Буры, основные силы которых под командованием генерал-коменданта Петруса Жубера были размещены за холмом Пепуорт, не воспользовались своей победой и не стали преследовать деморализованных англичан, а приступили к осаде Ледисмита.